# Petr I. z Rožmberka
Petr I. z Rožmberka († 14. října 1347) byl český šlechtic z rodu Rožmberků, nejvyšší komorník Českého království. S jeho jménem bývá často spojována tzv. Kniha rožmberská, která je nejstarším sepsáním českého zemského práva.

## Život
Petr byl synem Jindřicha z Rožmberka a Elišky z Dobrušky. Pravděpodobně za účelem získání vzdělání Petr strávil několik let v rodinné cisterciácké fundaci ve Vyšším Brodě. Snad proto se mu přezdívalo Kajícník. Datum narození je neznámé, ale v době otcovy smrti († 1310) musel být Petr podle dobových měřítek dospělý, protože po otci převzal funkci nejvyššího komorníka království.
Zasnouben byl s nejmenovanou dcerou Jindřicha z Lipé. Několik let trvající zasnoubení roku 1315, po zatčení a uvěznění pána z Lipé, Rožmberk zrušil.
| „                     | Když se toto dálo, pan Petr z Rožmberka uvažuje, že se osvobození Jindřicha z Lipé nadlouho protahuje, odmítl jeho panenskou dceru, která s ním byla zasnoubena snubním prstenem, a tak se spojil se svolením krále Jana manželským svazkem s paní Violou, dcerou vévody těšínského, vdovou po mladém králi Václavovi. Tímto svazkem se Petr z Rožmberka těsněji připoutal ke králi a dokázal, že rozvázal přátelský svazek i příbuzenství s tím, jehož dceru zamítl. | “ |
| — Zbraslavská kronika | |   |

Následně se s požehnáním krále Jana oženil s vdovou po Václavovi III. Violou, dcerou těšínského knížete Měška I. Zároveň se přiklonil ke straně Jana Lucemburského a opatrně mu přiznal svou účast na spiknutí. Po propuštění pána z Lipé roku 1316 Petr z Rožmberka změnil názor a listinou ze dne 25. dubna 1316 bylo potvrzeno opětovné přátelství mezi oběma těmito mocnými pány. Viola po necelém roce manželství zemřela a novou ženou se stala Kateřina pravděpodobně pocházející z rodu Vartenberků. S Kateřinou měl Petr pět synů a tři dcery.
V letech 1317–18 se v Čechách rozhořela válka způsobena rozbroji mezi českou šlechtou (mezi Jindřichem z Lipé a Vilémem Zajícem z Valdeka a jejich přívrženci), častou nepřítomností krále v zemi a královskými intrikami. V zemi byl mor a hladomor. Jan Lucemburský požádal o pomoc římského krále Ludvíka Bavora a pan z Lipé hrozil spojenectvím s Ludvíkovým oponentem Fridrichem Sličným. Smír mezi Lucemburkem a českými pány byl uzavřen v dubnu 1318 v Domažlicích. V době nepokojů král vyjížděl na panství neposlušných pánů. Došlo tehdy k ozbrojenému střetnutí mezi královými oddíly a oddíly Viléma z Landštejna. Po Landštejnově boku stál jeho příbuzný Petr z Rožmberka. Tato akce a možná nejen ta, vynesla Petrovi přechodnou ztrátu nejvyššího komornictví v letech 1319–1325. Funkce nejvyššího komorníka mu byla potom navrácena a zastával ji až do konce svého života. Roku 1329 se společně s dalšími předními českými pány zúčastnil křížové výpravy Jana Lucemburského na Litvu. Zemřel 14. října 1347 a je pohřben v cisterciáckém rodovém klášteře Rožmberků ve Vyšším Brodě.
Petr I. z Rožmberka byl významnou osobností své doby, zasahoval do události celostátního významu. Rožmberské statky (roku 1302 obohacené o dědictví po pánech z Krumlova) za doby jeho vlády rozhodně nedoznaly újmy. Finančně podporoval duchovní a sociální ústavy, touto formou dbal o spásu své duše, případně i duše svých blízkých. V Krumlově nechal zřídit špitál svatého Jošta a na krumlovském hradě kapli svatého Jiří.

## Zajímavost
Jméno Petra z Rožmberka bylo umístěno pod okny Národního muzea v Praze spolu s mnoha dalšími, viz Dvaasedmdesát jmen české historie.